# Großröhrsdorf (Liebstadt)
Großröhrsdorf ist ein Ortsteil von Liebstadt im Landkreis Sächsische Schweiz-Osterzgebirge in Sachsen.

## Geographie
Großröhrsdorf liegt südlich der sächsischen Landeshauptstadt Dresden im Osterzgebirge. Von Süden nach Norden durchzieht die Wasserscheide zwischen Müglitz und Gottleuba, zwei linken Nebenflüssen der Elbe, die rund 680 Hektar große Flur des Ortes. Das Dorf Großröhrsdorf liegt in einer zunächst flachen Quellmulde, deren zur Seidewitz abfließender Bach sich im nordöstlichen Teil des Ortes, dem Unterdorf, immer tiefer in die Hochfläche zwischen dem Müglitz- und dem Seidewitztal einschneidet. Die Hochfläche wird größtenteils landwirtschaftlich genutzt, steilere Hanglagen sind in der Regel bewaldet.
Nächste Orte sind Schlottwitz (Stadtteil von Glashütte) im Westen, Mühlbach (Ortsteil von Müglitztal) im Norden, Biensdorf (Ortsteil von Liebstadt) im Nordosten, Borna (Ortsteil von Bahretal) im Osten sowie (nahe der Schneckenmühle) die Liebstädter Ortsteile Herbergen im Südosten und Seitenhain im Süden. Die Flur von Großröhrsdorf greift mit einem schmalen Streifen weit nach Süden bis ins Tal der Trebnitz aus. In diesem Bereich grenzen die Gemarkungen Neudörfel (Ortsteil von Glashütte), Berthelsdorf (Ortsteil von Liebstadt) sowie Liebstadt an. Zudem grenzen nördlich die Fluren des zum Ortsteil Mühlbach zählenden Häselich an.
Durch Großröhrsdorf verläuft die Straße von Seitenhain nach Burkhardswalde, an der sich die Häuser des Ortes aufreihen. Eine weitere Straße führt nach Biensdorf ins Seidewitztal hinab. In Großröhrsdorf besteht Anschluss an Buslinien des Regionalverkehrs Sächsische Schweiz-Osterzgebirge (RVSOE), im benachbarten Schlottwitz an die Bahnstrecke Heidenau–Kurort Altenberg (Müglitztalbahn).
In den Jahren 1927 und 1934 wurde eine Population des Europäischen Mufflons aus Augsburg bezogen und auch auf Großröhrsdorfer Flur angesiedelt. Sie hat sich bis in die Gegenwart gehalten. Der Müglitzhang bei Schlottwitz westlich von Großröhrsdorf, zu einem Großteil auf dessen Flur gelegen, ist seit 1974 als Naturschutzgebiet ausgewiesen und enthält alte Bestände Europäischer Eiben. Trebnitzgrund (südlich) und Mittleres Seidewitztal (nordöstlich) sind zwei weitere Naturschutzgebiete in der Nähe.

## Geschichte
Erstmals erwähnt wurde der Ort 1347 als „Rudigersdorf“. Der Ortsname ist deutschen Ursprungs und bedeutet „Dorf eines Rüdiger“; Eichler und Walther erklären ihn als Zusammensetzung des Personennamens Rüdiger mit dem Grundwort Dorf. Bei Rüdiger handelt es sich wahrscheinlich um den Lokator, der das Waldhufendorf im 13. Jahrhundert während der deutschen Ostsiedlung gründete. Lässt sich 1455 in „Rudigerstorff“ der Personenname noch erkennen, waren die unbetonten Silben „di“ und „ger“ 1483 in „Rurßdorff“ durch Kontraktion verschwunden bzw. verkürzt worden. Im 16. Jahrhundert wurde der Ort u. a. als „Roerßdorff“ (1501), „Rürsdorf“ (1543) und „Rehrsdorf“ (1571) erwähnt.
Frühzeitig war eine Unterscheidung von gleichnamigen Orten erforderlich, da der Ortsname Röhrsdorf im Ostmitteldeutschen Dialektraum relativ häufig ist – allein neunmal gibt es ihn in Sachsen. Insbesondere galt es, diesen Ort vom nur sieben Kilometer weiter nördlich gelegenen, heutigen Dohnaer Ortsteil Röhrsdorf zu unterscheiden, der deshalb einst als „Kleinröhrsdorf“ bezeichnet oder mit den Zusätzen „bei Borthen“ bzw. „bei Pirna“ versehen wurde. Folglich hieß der heutige Liebstädter Ortsteil 1658 „Groß-Röhrsdorf“ und zur Unterscheidung von der westlausitzischen Stadt Großröhrsdorf im Jahr 1875 auch „Großröhrsdorf b. Pirna“.
Der Ort unterstand der Kirche in Burkhardswalde. Er gehörte zunächst zur Burggrafschaft Dohna und nach der Dohnaischen Fehde dann zum Rittergut Weesenstein, das wiederum zum Amt Pirna zählte. Auf Grundlage der Landgemeindeordnung von 1838 erlangte Großröhrsdorf, damals einer der größeren Orte in der Region, seine Selbstständigkeit als Landgemeinde. Zu dieser zählte auch das im Müglitztal gelegene Örtchen Oberschlottwitz, das zuvor ebenso wie Großröhrsdorf, aber im Unterschied zu Schlottwitz, dem Rittergut Weesenstein unterstanden hatte. Seit 1875 war Großröhrsdorf Teil der Amtshauptmannschaft Pirna, die 1939 in Landkreis Pirna umbenannt wurde. In territorialer Hinsicht stellte das Jahr 1950 einen Einschnitt dar: Damals wurde einerseits am 1. Juli das benachbarte Biensdorf eingemeindet, andererseits jedoch Oberschlottwitz nach Schlottwitz umgegliedert. Von 1952 bis 1994 gehörte Großröhrsdorf dem Kreis Pirna an, ebenfalls 1994 wurde es nach Liebstadt eingemeindet.

### Einwohnerentwicklung
| Jahr | Einwohner                                            |
| ---- | ---------------------------------------------------- |
| 1551 | 23 besessene Mann, 1 Gärtner, 1 Häusler, 47 Inwohner |
| 1764 | 23 besessene Mann, 7 Gärtner, 9 Häusler              |
| 1834 | 284                                                  |
| 1871 | 330                                                  |
| 1890 | 330                                                  |
| 1910 | 450                                                  |
| 1925 | 432                                                  |
| 1939 | 474                                                  |
| 1946 | 584                                                  |
| 1950 | 600                                                  |
| 1964 | 463                                                  |
| 1990 | 338                                                  |

## Sehenswürdigkeiten und Kulturdenkmale

### Steinkreuze

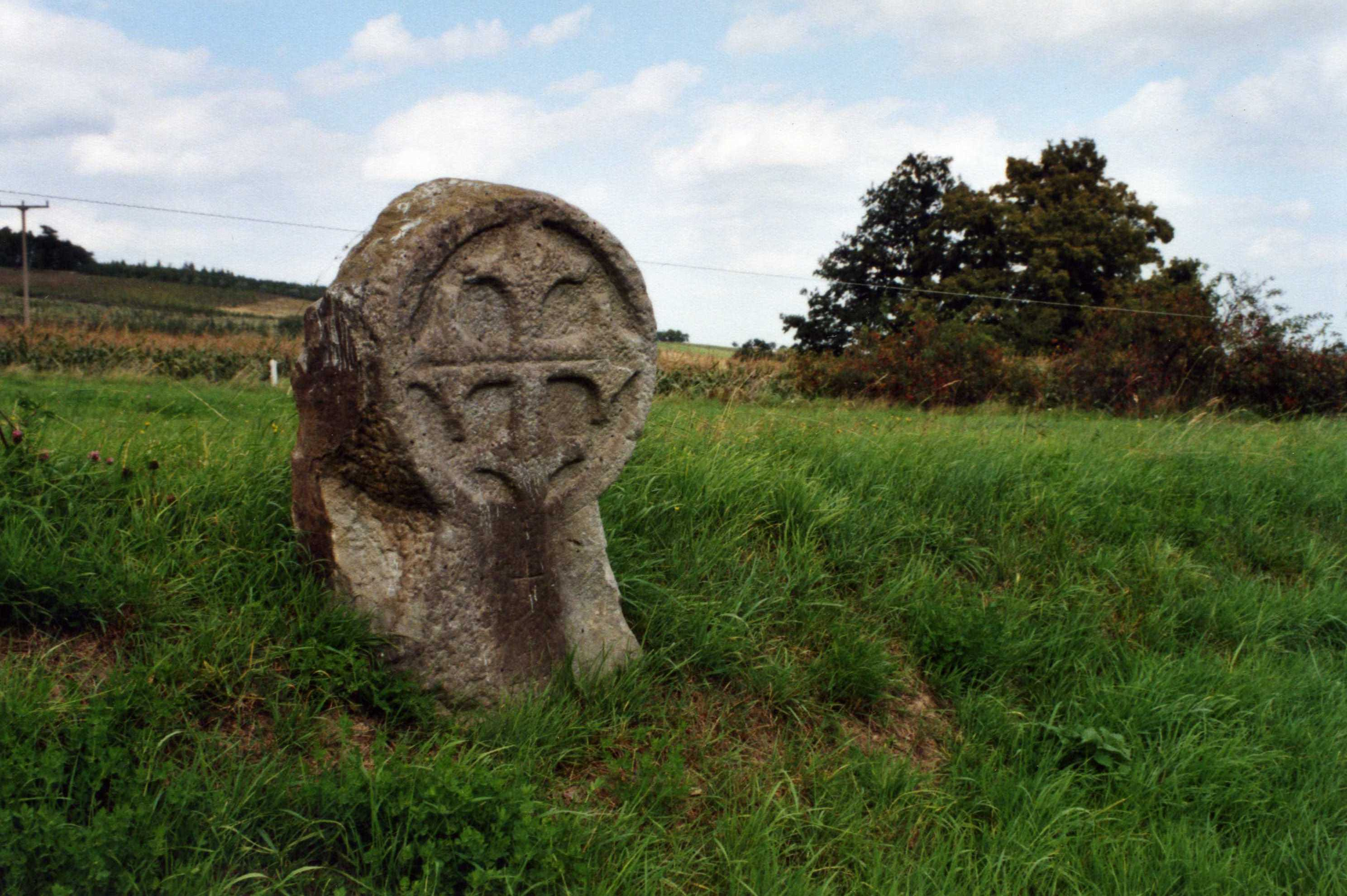
Steinkreuz in Großröhrsdorf mit der Form eines Radkreuzes

Auf Großröhrsdorfer Flur haben sich drei mittelalterliche Steinkreuze erhalten. Eines befindet sich an der Müglitztalstraße unterhalb von Niederschlottwitz, ein weiteres direkt im Dorf gegenüber der Hofeinfahrt des Gutes Großröhrsdorfer Straße 8 und im Südwesten des Dorfes ein drittes. Letzteres zeigt als einziges Sühnekreuz in Sachsen ein Radkreuz.